# HIGH TIME
《HIGH TIME》是香港唱作歌手AP潘宇謙的首張國語專輯，於2023年9月8日發行。AP入行七年推出首張唱片，並命名HIGH TIME，是希望與樂迷分享人生中熱鬧精彩的歡樂時光，另方面是借其英文意思「拖了很久但早該做好的事情」，喻意當下是時候發表專輯的決心。

## 專輯簡介
身兼創作男歌手、演員、音樂監製及主持等多種身份的AP潘宇謙，擅長R&B、Hiphop和饒舌的曲風，推出多首粵語創作單曲後，2021年發佈第一首包辦曲詞的國語單曲《奢望》，講述入行後的辛酸和追夢代價。2022年建立個人音樂廠牌Approved Music，多首歌曲成績一路上揚；2023年3月推出粵語單曲《天黑時想跟你到白頭》，反應極佳，同年5月再推出feature香港男子組合Mirror成員Ian Chan的新版本，也獲得香港KKBOX本地新歌榜好成績。
《HIGH TIME》全碟收錄八首歌曲，其中以AP個人成長經歷為主題，全新創作六首作品。而AP特別以兩個字的格式命名所有歌曲，將他從如何開始接觸音樂、追尋夢想、跟戀人相處的點滴、失去親人的痛楚、以及成為兩個孩子的爸爸之後，對兩代間親情的感悟等所有感受寫進歌曲，此外還有粵語單曲「天黑時想跟你到白頭」的華語版「天亮」，以及之前為許廷鏗創作的「良心發現」華語demo「說過」兩首Bonus Track，成就這張充滿故事感、以生命寫成的大碟。專輯還請來多位音樂人協力製作，包括JNYBeatz、Ghoststyle、Ian Chan、陳考威，另外為提升音樂品質，全部原創歌曲均由曾與Kanye West合作的Vuchs負責混音，「天亮」一曲則由曾獲葛萊美獎提名的Heidi Wang操刀mixing，而大碟封面拍攝更請來著名攝影師夏永康Wing Shya合作，以「血脈相連」的藝術概念製作高水準的視覺影像。

## 宣傳發行
- 商業一台 (潮人AP為家人改變買衫習慣?)
- 自由時報 (潘宇謙拼生女圓夢 （页面存档备份，存于）)
- 華視新聞 (歌手潘宇謙推新歌登台 （页面存档备份，存于）)
- TVBS (潘宇謙首中文專輯登台灣串流第一 （页面存档备份，存于）)
- 噓!星聞 (港星特愛台灣2件事 （页面存档备份，存于）)
- 中廣流行網 (專訪潘宇謙 （页面存档备份，存于）)
- 光華日報 (新歌接偶像簡訊樂翻 （页面存档备份，存于）)
- 星洲日報 (感謝古天樂牽線跟偶像電聯 （页面存档备份，存于）)
- 東方日報 (不用主戶求合作 等有成績再講 （页面存档备份，存于）)
- 光明日報 (互動古天樂陳奕迅 潘宇謙不敢求合作 （页面存档备份，存于）)
- 中國報 (古天樂牽線鼓勵 潘宇謙與偶像通話 （页面存档备份，存于）)
- 聯合日報 (潘宇謙新歌接偶像簡訊樂翻 （页面存档备份，存于）)
- XUAN (AP潘宇謙首來馬 高度讚賞大馬歌手 （页面存档备份，存于）)
- 辣手網 (出道7年首發專輯)
- 香港01 (香港創作歌手殺入台灣超成功 （页面存档备份，存于）)
- 民視 (潘宇謙錄製首張專輯獻給她 （页面存档备份，存于）)
- 三立新聞 (香港歌手來台 （页面存档备份，存于）)
- Play Music (首張專輯寫下人生成長感悟 （页面存档备份，存于）)
- 中時新聞網 (潘宇謙好歌喉獲偶像認證 （页面存档备份，存于）)
- 鏡週刊 (推出首張國語專輯 出道前就登紅館 （页面存档备份，存于）)
- 明報 (出道7年首張專輯 孖仔有份創作 （页面存档备份，存于）)
- Yahoo奇摩新聞 (運動出意外 休養五個月演藝路大轉變 （页面存档备份，存于）)

## 音樂錄像
| 曲序 | 曲目 |
| ---- | ---- |
| 1.   | 崩潰 |
| 2.   | 宇宙 |

## 曲目列表
| 歌曲                                | 作曲                     | 作詞                         | 編曲       | 監製               | 曲長 |
| ----------------------------------- | ------------------------ | ---------------------------- | ---------- | ------------------ | ---- |
| 憧憬                                | AP潘宇謙、JNYBeatz       | AP潘宇謙                     | JNYBeatz   | JNYBeatz           | 2'50 |
| 星空                                | AP潘宇謙、JNYBeatz       | AP潘宇謙                     | JNYBeatz   | JNYBeatz           | 2'21 |
| 存在                                | AP潘宇謙                 | AP潘宇謙                     | JNYBeatz   | JNYBeatz           | 3'20 |
| 崩潰                                | AP潘宇謙、JNYBeatz       | AP潘宇謙                     | JNYBeatz   | JNYBeatz           | 3'02 |
| 重來 (feat. Ghost Style)            | AP潘宇謙                 | AP潘宇謙、Ghost Style(Rap詞) | JNYBeatz   | Eddie@24 herbs     | 3'38 |
| 宇宙                                | AP潘宇謙、潘焯熙、潘焯然 | AP潘宇謙                     | JNYBeatz   | JNYBeatz、AP潘宇謙 | 2'48 |
| 天亮 (《天黑時想跟你到白頭》國語版) | Ian陳卓賢                | AP潘宇謙                     | 黃兆銘     | 陳考威、Ian陳卓賢  | 3'25 |
| 說過                                | 陳考威、AP潘宇謙         | AP潘宇謙                     | Ricky Wong | 陳考威             | 4'55 |